# Морс-Найс, Маргарет
Маргарет Морс-Найс, урождённая Маргарет Морс (англ. Margaret Morse Nice; 6 декабря 1883, Амхерст (Массачусетс) — 26 июня 1974, Чикаго) — американский орнитолог и этолог, автор двухтомного труда о поведении певчих овсянок, основанного на результатах восьмилетних наблюдений.

## Биография
Маргарет Морс родилась 6 декабря 1883 года в Амхерсте (штат Массачусетс). Она была четвёртым ребёнком преподавателя истории Энсона Морса и его жены Маргарет Дункан Эли. Детство девочки прошло в сельской местности, и она рано начала интересоваться природой, особенно птицами. Отец и мать девочки поддерживали этот интерес, помогая ребёнку ухаживать за собственным садом и многочисленными питомцами. Когда Маргарет было семь лет, она прочла первую книгу о птицах, а уже пять лет спустя опубликовала свою первую работу — брошюру о птицах фруктовых садов. В тринадцать лет она вела наблюдения за домашними курами-леггорнами, делая регулярные записи об их поведении. В 1903—1904 году она много путешествовала с семьёй по Европе и побывала в Италии, Германии, Швейцарии, Голландии и Англии. У Маргарет были способности к языкам, и в 1906 году она окончила Колледж Маунт-Холиок, где её основной специальностью был французский язык (помимо него она также изучала немецкий, французский, итальянский, английский и латинский языки). В том же году она поступила в магистратуру по зоологии в Университете Кларка, хотя диссертацию, посвящённую кормовым предпочтениям американской виргинской куропатки, защитила лишь в 1915 году.
В 1909 году Маргарет вышла замуж за Леонарда Блейна Найса, в то время изучавшего физиологию в Университете Кларка. Супруги переехали в Бостон, где Леонард получил место в Гарвардской медицинской школе. Через два года они переселились в Норман, где Леонард возглавил отделение физиологии в Оклахомском университете. В это время у Маргарет появился интерес к детской физиологии. Наблюдая за собственными детьми (у неё было пять дочерей), она опубликовала, с 1915 по 1933 год, 18 статей на эту тему, включая публикации, посвящённые развитию речи у маленьких детей. Кроме того, она продолжала заниматься орнитологией, изучая, в частности, гнездовое поведение птиц. Позднее Маргарет написала, в соавторстве с мужем, монографию «Птицы Оклахомы», изданную в 1924 году.
После того как Леонард Найс получил место преподавателя в Университете штата Огайо, супруги Найс переехали в Колумбус. Именно там Маргарет написала самую известную свою работу: исследование этологического характера о поведении нескольких поколений певчих овсянок. На протяжении восьми лет она изучала пение, гнездовые привычки, территориальное поведение и прочие характеристики вида, результатом чего стал двухтомный труд «Studies in the Life History of the Song Sparrow» 1937 и 1942). Эта работа принесла Маргарет Морс-Найс международное признание, а за первый том она была награждена медалью Брюстера, присуждаемой Американским орнитологическим обществом.
В 1936 году Маргарет с семьёй переехали в Чикаго. Здесь у неё было меньше возможностей для полевых исследований, однако она продолжала много писать, публиковала научные статьи по орнитологии и много путешествовала по США и Европе с целью наблюдений за птицами. В 1938 году она посетила Австрию, где изучала поведение птиц в неволе совместно с Конрадом Лоренцом, одним из основателей современной этологии.
Маргарет Морс-Найс была членом ряда научных орнитологических обществ США и Европы. Возглавив в 1938 году Орнитологическое общество Уилсона (Wilson Ornithological Club), она стала первой женщиной — президентом столь значимого орнитологического общества. Научное наследие Маргарет составляет около 250 научных статей, тысячи рецензий (Одюбоновское общество приводит число 3313) и семь книг, посвящённых птицам и особенностям их поведения. В последние годы жизни она также активно выступала в защиту живой природы.
Маргарет Морс-Найс умерла 26 июня 1976 года в Чикаго.